# ميلتون بيتري
ميلتون بيتري (بالإنجليزية: Milton Petrie)‏ هو شخصية أعمال أمريكي، ولد في 5 أغسطس 1902 في مدينة سولت ليك في الولايات المتحدة، وتوفي في 6 نوفمبر 1994.